# México (Bundesstaat)
México (spanisch Estado de México [esˈtaðo ðe ˈmexiko], offiziell Freier und Souveräner Staat México, spanisch Estado Libre y Soberano de México, bisweilen kurz Edomex) ist ein zentraler Bundesstaat Mexikos. Mexiko-Stadt, das einen Hauptstadtbezirk bildet und nicht Teil des Bundesstaates ist, wird im Norden, Osten und Westen vom Staat México umgrenzt.

## Geographie
Geographisch gesehen bildet der Bundesstaat México den Hauptteil des Tals von Mexiko. Im Süden wird er von der Sierra Volcánica Transversal begrenzt, in der am Popocatépetl (5462 m) der höchste Punkt des Bundesstaates liegt. Der Südosten des Bundesstaates liegt im Tal des Río Balsas. Nördlich davon liegt das Tal von Toluca, das durch die Sierra de Ajusco vom Tal von Mexiko getrennt ist.
Mit seinem besonders dicht besiedelten Teil trägt der Staat etwas mehr als die Hälfte zur (unterschiedlich definierten) Metropolregion des Tals von Mexiko bei – sowohl in Bezug auf Einwohner als auch die Fläche. So wird Mexiko-Stadt, das einen Hauptstadtbezirk bildet, im Norden, Osten und Westen hakenförmig vom Staat México umgeben, ohne ihm anzugehören. Weitere an den Bundesstaat México angrenzende Gebiete sind die Bundesstaaten Querétaro, Hidalgo, Morelos, Guerrero, Michoacán, Tlaxcala und Puebla.
Er hat eine Fläche von 22.499 km² und ca. 17 Mio. Einwohner, womit er der bevölkerungsreichste Bundesstaat von Mexiko ist. Administrativ weiter untergliedert ist der Bundesstaat in 125 Municipios.
Bekannt ist die Ruinenstätte Teotihuacán, die im Norden des Staates liegt und als eines der wichtigsten Altertümer Amerikas gilt.

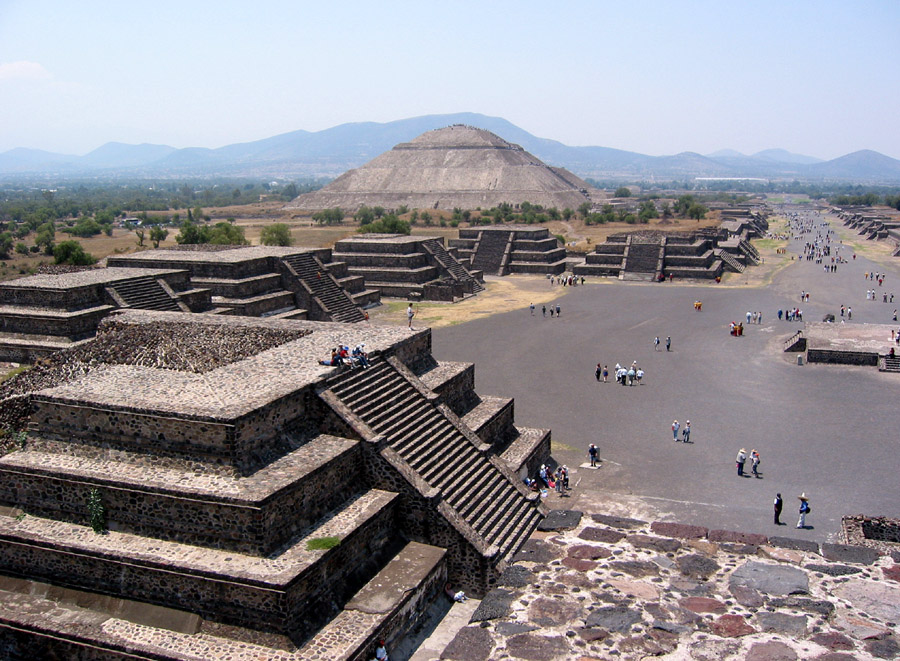
Teotihuacán, eine bedeutende, archäologische Ruinenstätte
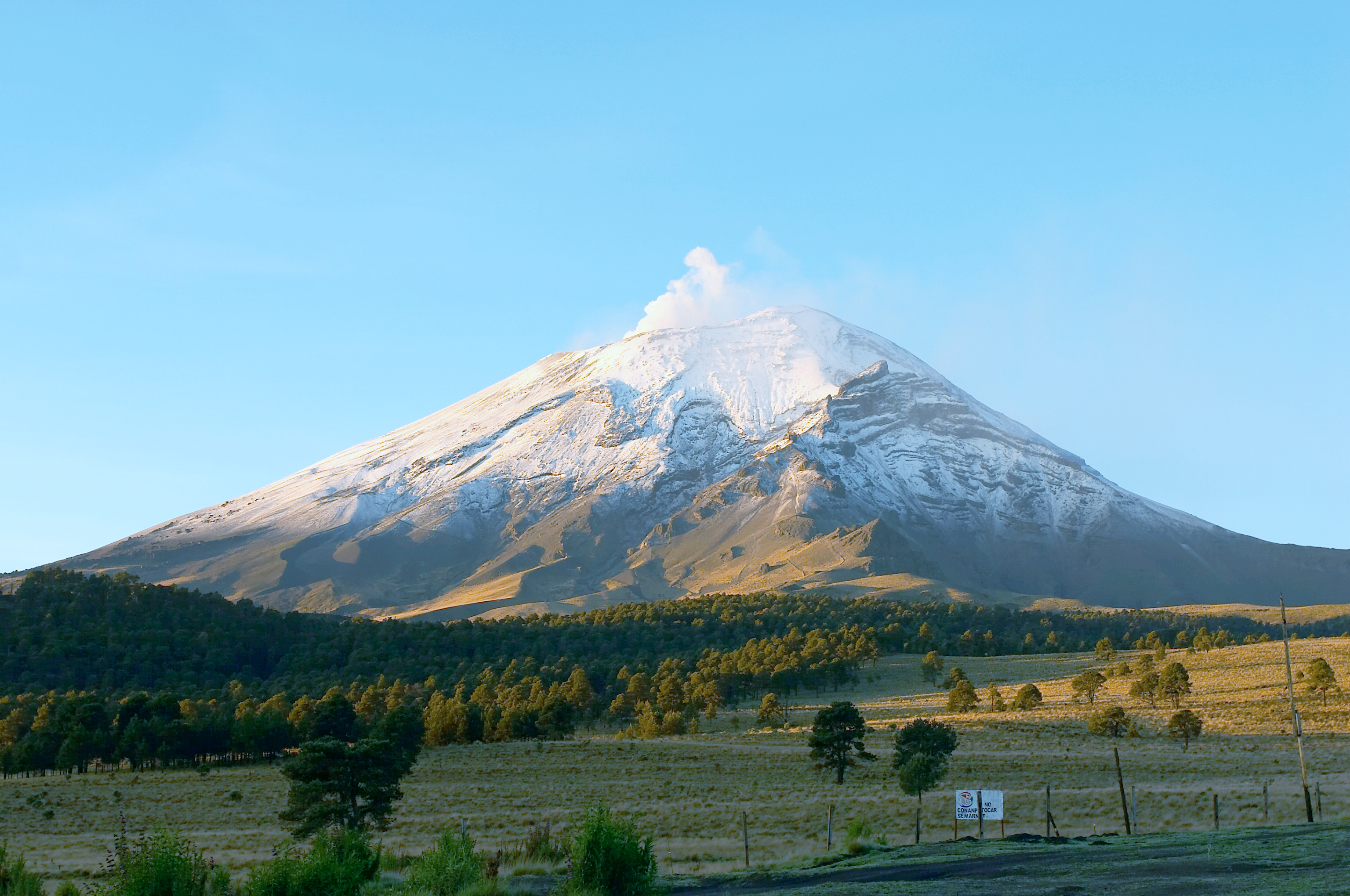
Der Vulkan Popocatépetl, der höchste Berg des Bundesstaates México

## Bevölkerung
| Jahr | Einwohnerzahl |
| ---- | ------------- |
| 1970 | 3.833.185     |
| 1980 | 7.564.335     |
| 1990 | 9.815.795     |
| 1995 | 11.707.964    |
| 2000 | 13.096.686    |
| 2005 | 14.007.495    |
| 2010 | 15.175.862    |
| 2015 | 16.187.608    |
| 2020 | 16.992.418    |

## Geschichte
Die Aztekenstadt Tenochtitlán (heute Mexiko-Stadt) war vom 14. bis Anfang des 16. Jahrhunderts die Hauptstadt des Reiches der Azteken, bis sie durch die spanischen Konquistadoren erobert und zerstört wurde. Der Bundesstaat México entstand gegen Ende des Mexikanischen Unabhängigkeitskriegs am 20. Dezember 1823 und umfasste ursprünglich die Gebiete des alten Aztekenreichs. Noch am 10. November 1824 wurde der Bundesdistrikt Mexiko-Stadt geschaffen, was den Umzug der Hauptstadt des Bundesstaates nach Toluca notwendig machte. Im Laufe der Jahre wurden Bundesstaaten wie Tlaxcala, Puebla, Hidalgo und Morelos abgespalten. 1854 wurde der Bundesdistrikt zu Lasten Méxicos vergrößert.

## Politik

### Gouverneur
Die Regierung des Bundesstaates wird von einem direkt vom Volk gewählten Gouverneur (spanisch: Gobernador) geleitet. Aktuell ist dies die parteilose Delfina Gómez Álvarez (Amtszeit 2023–2029).
Die Zentralregierung wirkt stark in die Bundesstaaten hinein. Dies liegt in den vielfältigen Abhängigkeiten der Staaten von der Bundesregierung begründet, da diese den Staaten und Gemeinden einen Teil der Steuereinnahmen zuweist. Daneben haben die Ministerien Vertretungen (Delegaciones) in den Bundesstaaten, Regierungsbezirken und Gemeinden. Über diese werden Bundesmittel insbesondere für Sozialfürsorge und Entwicklungsprogramme vergeben.

### Städte und Gemeindebezirke
Die Hauptstadt des Bundesstaats México ist Toluca de Lerdo. Die weitaus meisten Bewohner leben in Siedlungen rund um die Hauptstadt, deren größte die Millionenstädte Ecatepec de Morelos und Ciudad Nezahualcóyotl sind. Weitere Städte mit zumindest 250.000 Einwohnern sind Chimalhuacán, Ciudad López Mateos, Cuautitlán Izcalli, Ixtapaluca, Naucalpan de Juárez, San Francisco Coacalco, Tlalnepantla, Villa Nicolás Romero und Xico.